# Landtagswahl im Saarland 1955
- KP: 2
- SPS: 2
- DSP: 7
- CVP: 13
- CDU: 14
- DPS: 12

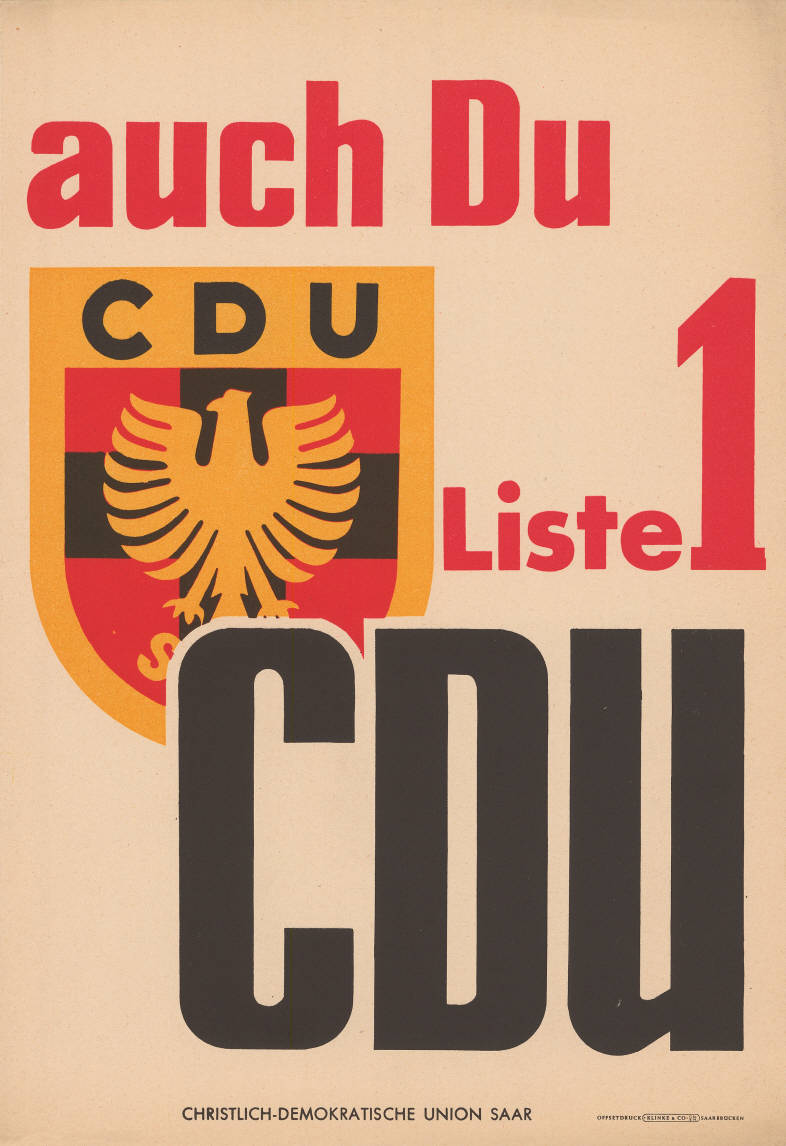
Wahlplakat der CDU

Die Landtagswahl am 18. Dezember 1955 war die dritte Wahl im französischen Protektorat Saarland und die letzte Wahl vor dem Beitritt des Saarlandes zur Bundesrepublik Deutschland.

## Ausgangslage
Nach der Landtagswahl 1952 hatten die Christliche Volkspartei des Saarlandes (CVP) und die Sozialdemokratische Partei des Saarlandes (SPS) eine Regierungskoalition gebildet. Ab 1954 regierte die CVP alleine.
Als Teil der Pariser Verträge wurde 1954 das Abkommen zwischen den Regierungen der Bundesrepublik Deutschland und der Französischen Republik über das Statut der Saar geschlossen, welches ein Europäisches Saarstatut vorsah: das Saarland bliebe demnach wirtschaftlich an Frankreich angebunden und würde nach außen durch einen Kommissar der Westeuropäischen Union vertreten. Über dieses Statut fand am 23. Oktober 1955 eine Volksabstimmung statt, in der 67,7 % der Saarländer das Statut ablehnten.
In der Folge trat Ministerpräsident Johannes Hoffmann zurück. Nachfolger wurde der parteilose Heinrich Welsch. Die Landtagswahlen wurden auf Dezember 1955 vorgezogen.
Im Vorfeld der Volksabstimmung wurden die für die Angliederung an Deutschland votierenden Parteien – die Demokratische Partei Saar (DPS), die Deutsche Sozialdemokratische Partei (DSP, später SPD Saarland) und die CDU Saar – zugelassen. Diese waren im Heimatbund zusammengeschlossen. Die DPS war seit 1951 verboten gewesen.

## Wahlrecht
Die Sitze wurden innerhalb der folgenden Wahlkreise proportional nach dem D’Hondt-Verfahren verteilt:
- Saarbrücken (18 Sitze): Stadt Saarbrücken, Landkreis Saarbrücken
- Saarlouis (13 Sitze): Landkreis Merzig-Wadern, Landkreis Saarlouis
- Neunkirchen (19 Sitze): Landkreis Homburg, Landkreis Ottweiler, Landkreis Sankt Ingbert, Landkreis St. Wendel

Es galt eine landesweite Fünfprozenthürde. Im Gegensatz zur vorigen Wahl, bei der nur Personen mit der (von der Bundesrepublik Deutschland nicht anerkannten) saarländische Staatsangehörigkeit wählen konnten, waren auch Einwohner wahlberechtigt, die im Saarland geboren waren oder seit mindestens fünf Jahre im Saarland lebten.

## Ergebnis
Die Stimmen und Sitze verteilten sich nach dem amtlichen Ergebnis wie folgt:
|                 | Wahlkreis Saarbrücken | Wahlkreis Saarbrücken | Wahlkreis Saarbrücken | Wahlkreis Saarlouis | Wahlkreis Saarlouis | Wahlkreis Saarlouis | Wahlkreis Neunkirchen | Wahlkreis Neunkirchen | Wahlkreis Neunkirchen | Saarland insgesamt | Saarland insgesamt | Saarland insgesamt |
| Anzahl          | %                     | Sitze                 | Anzahl                | %                   | Sitze               | Anzahl              | %                     | Sitze                 | Anzahl                | %                  | Sitze              |                    |
| --------------- | --------------------- | --------------------- | --------------------- | ------------------- | ------------------- | ------------------- | --------------------- | --------------------- | --------------------- | ------------------ | ------------------ | ------------------ |
| Wahlberechtigte | 250.591               |                       |                       | 167.381             |                     |                     | 246.416               |                       |                       | 664.388            |                    |                    |
| Wähler          | 223.185               | 89,1                  |                       | 153.564             | 91,7                |                     | 223.447               | 90,7                  |                       | 600.196            | 90,3               |                    |
| Gültige Stimmen | 219.233               | 98,2                  |                       | 150.270             | 97,9                |                     | 219.676               | 98,3                  |                       | 589.179            | 98,2               |                    |
| Sitze insgesamt |                       |                       | 19 (18) *             |                     |                     | 13                  |                       |                       | 18 (19) *             |                    |                    | 50                 |
| CDU             | 38.577                | 17,6                  | 3                     | 53.769              | 35,8                | 6                   | 57.179                | 26,0                  | 5                     | 149.525            | 25,4               | 14                 |
| DPS             | 70.526                | 32,2                  | 7 (6) *               | 26.807              | 17,8                | 2                   | 45.269                | 20,6                  | 4                     | 142.602            | 24,2               | 13 (12) *          |
| CVP             | 41.925                | 19,1                  | 4                     | 38.357              | 25,5                | 4                   | 48.376                | 22,0                  | 4 (5) *               | 128.658            | 21,8               | 12 (13) *          |
| DSP             | 32.039                | 14,6                  | 3                     | 14.637              | 9,7                 | 1                   | 37.738                | 17,2                  | 3                     | 84.414             | 14,3               | 7                  |
| KP              | 15.456                | 7,1                   | 1                     | 7.371               | 4,9                 |                     | 15.871                | 7,2                   | 1                     | 38.698             | 6,6                | 2                  |
| SPS             | 16.773                | 7,7                   | 1                     | 6.040               | 4,0                 |                     | 11.472                | 5,2                   | 1                     | 34.285             | 5,8                | 2                  |
| DDU             | 1.869                 | 0,9                   |                       | 1.452               | 1,0                 |                     | 1.800                 | 0,8                   |                       | 5.121              | 0,9                |                    |
| CSU             | 1.139                 | 0,5                   |                       | 1.338               | 0,9                 |                     | 1.318                 | 0,6                   |                       | 3.795              | 0,6                |                    |
| ÜEVPS           | 929                   | 0,4                   |                       | 499                 | 0,3                 |                     | 653                   | 0,3                   |                       | 2.081              | 0,4                |                    |

Die Verteilung der Sitze auf die Wahlkreise wurde für verfassungswidrig erklärt durch eine Entscheidung der Verfassungskommission vom 19. April 1956, da der Wahlkreis Neunkirchen trotz geringerer Anzahl an Wahlberechtigten einen Sitz mehr hatte als der Wahlkreis Saarbrücken. Der Wahlkreis Saarbrücken erhielt einen zusätzlichen Sitz, der der DPS-Liste zufiel, während der Wahlkreis Neunkirchen einen Sitz verlor, wodurch bei der dortigen CVP-Liste ein Sitz wegfiel. Im Ergebnis verlor die CVP einen Sitz an die DPS.

## Folgen
Die Parteien des Heimatbundes konnten eine klare Mehrheit der Sitze gewinnen und bildeten daraufhin eine schwarz-rot-gelbe Koalition unter Führung von Hubert Ney (CDU), der am 10. Januar 1956 zum Ministerpräsidenten einer Heimatbundregierung gewählt wurde. Im Luxemburger Vertrag vom 27. Oktober 1956 wurde der Beitritt des Saarlandes zur Bundesrepublik Deutschland beschlossen.